# 圣埃德蒙
圣埃德蒙（法語：Saint-Edmond，法語發音：[sɛ̃.t‿ɛdmɔ̃]）是法国索恩-卢瓦尔省的一个市镇，属于沙罗勒区。

## 地理
圣埃德蒙（46°12'16"N, 4°12'47"E）面积10.38 平方千米，位于法国勃艮第-弗朗什-孔泰大區索恩-卢瓦尔省，该省份为法国中部省份，北起顺时针与科多尔省、汝拉省、安省、罗讷省、卢瓦尔省、阿列省和涅夫勒省接壤。
与圣埃德蒙接壤的市镇（或旧市镇、城区）包括：布里奥奈地区利尼、圣但尼德卡巴讷、圣博内德克赖、圣莫里斯-莱沙托讷夫。

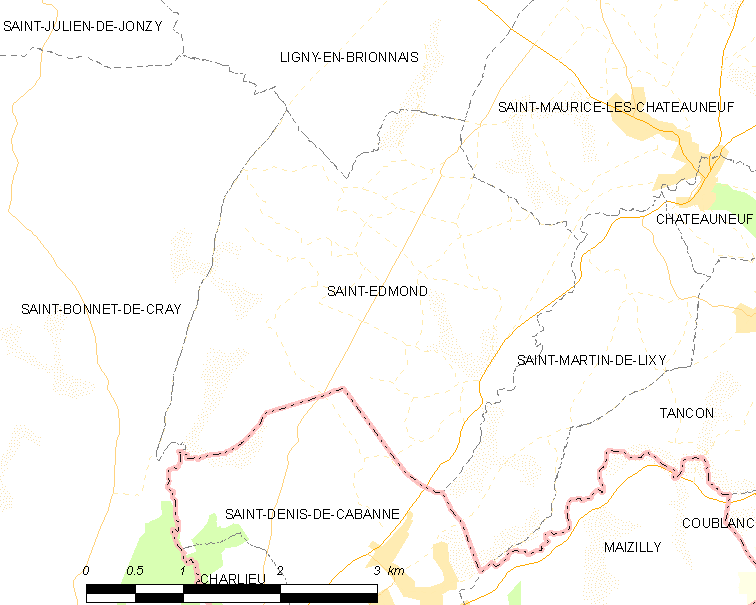
圣埃德蒙的OSM定位图

圣埃德蒙的时区为UTC+01:00、UTC+02:00（夏令时）。

## 行政
圣埃德蒙的邮政编码为71740，INSEE市镇编码为71408。

## 政治
圣埃德蒙所属的省级选区为绍法耶县。

## 人口

1962-2008年间圣埃德蒙人口变化图示

圣埃德蒙于2022年1月1日时的人口数量为426人。